# Aartsdiakonaat Emmerik
Het aartsdiakonaat Emmerik was in de middeleeuwen een van de elf aartsdiakonaten van het bisdom Utrecht. Het was genoemd naar de hanzestad Emmerik, destijds onderdeel van het Graafschap Gelre. De Emmerikse historicus Adolf Tibus heeft in zijn beschrijving van „Der Gau Leomerike” met de sterkste argumenten bewezen dat het oude gouw Leomerike, waarvan de Liemers is overgebleven, samenviel met het aartsdiakonaat van Emmerik.
Wie aan de oude Frankische bewoners van Azewijn het eerst het licht des geloofs hebben gebracht, valt niet moeilijk uit te maken. Reeds omtrent het jaar 700 bouwde St. Willebrord zijne Martinikerk te Emmerik, ter plaatse waar zich thans de Aldegundiskirche verheft, i) Daar was dus het brandpunt, de operatiebasis, van waaruit èn hij èn zijn eerste opvolgers hun missie-reizen ondernamen. Buiten eenigen twijfel togen zij zeer spoedig naar het nabij gelegen Azewijn, en slaagden er weldra in de bewoners voor het geloof in Christus te winnen. Aanvankelijk derhalve hebben Azewijn en Vethuizen behoord bij de parochiekerk van den H. Martinus te Emmerik.
Tibus heeft dit aannemelijk gemaakt door de kerkelijke indeling te volgen en aangezien gewoonlijk de kerkelijke indeling zich aanpast aan het wereldlijke bestuur, besluit hij de onderstaande plaatsen te rangschikken in het oude pagus (gouw) Leomerike (Liemers). In de gouw Leomerike zaten Fordhuson (Voorthuisen bij Elten), Didehum (Didam), Elisa (in Didam) , Swellc (ook Didam), Asawon (Asewyn bij Zeddam), Eltna (Elten), Westervurd (Westervoort).
De volgende parochies waren onderdeel van het aartsdiakonaat Emmerik:
Westervoort, 's-Heerenberg, Loo, Beek, Duiven, Zeddam, Groessen, Netterden, Zevenaar (stad), Gendringen, Ulft, Elten (Hoog), Wehl (Laag), Terborg, Emmerik, Etten, Kellen, Didam en Brienen.